# Alexandre Penetra
Alexandre Manuel Penetra Correia (Sátão, Viseo, Portugal, 9 de septiembre de 2001) es un futbolista portugués. Juega de defensa central y su equipo actual es el AZ Alkmaar de la Eredivisie, máxima categoría del fútbol neerlandés.

## Trayectoria
Tras jugar una temporada en la sub-23 del Famalicão, fue ascendido al primer equipo, realizó la pretemporada y estuvo en el banco de suplentes en la fecha 1 de la Primeira Liga 2021-22.
Debutó como profesional el 15 de agosto de 2021, el entrenador Ivo Vieira lo colocó de titular para enfrentar a Porto pero perdieron 1-2. Disputó su primer encuentro oficial con 20 años y la camiseta número 43.
Mostró un buen nivel en sus primeros juegos y el 27 de septiembre firmó una renovación de contrato hasta mediados de 2026.
En su sexto partido oficial, fue el capitán del equipo, en lo que fue la victoria 0-4 frente a Coimbra por Copa de la Liga.
Culminó su primera temporada como profesional con 34 partidos jugados y 2 goles, su equipo finalizó el campeonato en octavo lugar lugar.
Para la temporada 2022-23 volvió a ser parte habitual del equipo, comenzó como defensa central pero jugó la mayoría de partidos como lateral derecho. Totalizó 39 presencias y mejoró su cuota goleadora, convirtió en 4 ocasiones y brindó 2 asistencias. Volvieron a finalizar el campeonato en octava posición, en la Copa de la Liga llegaron hasta semifinales pero fueron vencidos por Porto.
El 24 de julio de 2023 fue fichado por AZ Alkmaar, firmó contrato hasta el 30 de junio de 2028.

## Selección nacional
Ha sido internacional con la selección de fútbol de Portugal en las categorías juveniles sub-15, sub-16, sub-18 y sub-21.

## Estadísticas

### Clubes
Actualizado al último partido disputado el 13 de abril de 2025.
| Club                      | Div.          | Temporada     | Liga  | Liga  | Liga   | Copas nacionales | Copas nacionales | Copas nacionales | Copas internacionales | Copas internacionales | Copas internacionales | Total | Total | Total  |
| Club                      | Div.          | Temporada     | Part. | Goles | Asist. | Part.            | Goles            | Asist.           | Part.                 | Goles                 | Asist.                | Part. | Goles | Asist. |
| ------------------------- | ------------- | ------------- | ----- | ----- | ------ | ---------------- | ---------------- | ---------------- | --------------------- | --------------------- | --------------------- | ----- | ----- | ------ |
| F. C. Famalicão Portugal  | 1.ª           | 2021-22       | 30    | 1     | 0      | 4                | 1                | 0                | —                     | —                     | —                     | 0     | 0     | 0      |
| F. C. Famalicão Portugal  | 1.ª           | 2022-23       | 29    | 2     | 2      | 7                | 2                | 0                | —                     | —                     | —                     | 36    | 4     | 2      |
| F. C. Famalicão Portugal  | Total club    | Total club    | 59    | 3     | 2      | 11               | 3                | 0                | 0                     | 0                     | 0                     | 70    | 6     | 2      |
| AZ Alkmaar · Países Bajos | 1.ª           | 2023-24       | 25    | 0     | 1      | 3                | 0                | 1                | 7                     | 0                     | 0                     | 35    | 0     | 2      |
| AZ Alkmaar · Países Bajos | 1.ª           | 2024-25       | 26    | 0     | 0      | 3                | 0                | 0                | 11                    | 0                     | 0                     | 40    | 0     | 0      |
| AZ Alkmaar · Países Bajos | Total club    | Total club    | 51    | 0     | 1      | 6                | 0                | 1                | 18                    | 0                     | 0                     | 75    | 0     | 2      |
| Jong AZ · Países Bajos    | 2.ª           | 2023-24       | 1     | 0     | 0      | —                | —                | —                | —                     | —                     | —                     | 1     | 0     | 0      |
| Jong AZ · Países Bajos    | Total club    | Total club    | 1     | 0     | 0      | 0                | 0                | 0                | 0                     | 0                     | 0                     | 1     | 0     | 0      |
| Total carrera             | Total carrera | Total carrera | 111   | 3     | 3      | 17               | 3                | 1                | 18                    | 0                     | 0                     | 146   | 6     | 4      |
| 1. 2.                     |               |               |       |       |        |                  |                  |                  |                       |                       |                       |       |       |        |

### Selección
Actualizado al último partido disputado el 2 de julio de 2023.
| Selección         | Temporada         | Continental | Continental | Continental | Mundial | Mundial | Mundial | Amistosos | Amistosos | Amistosos | Total | Total | Total  |
| Selección         | Temporada         | Part.       | Goles       | Asist.      | Part.   | Goles   | Asist.  | Part.     | Goles     | Asist.    | Part. | Goles | Asist. |
| ----------------- | ----------------- | ----------- | ----------- | ----------- | ------- | ------- | ------- | --------- | --------- | --------- | ----- | ----- | ------ |
| Sub-15 Portugal   | 2015-16           | —           | —           | —           | —       | —       | —       | 2         | 0         | 0         | 2     | 0     | 0      |
| Sub-15 Portugal   | Total sel.        | 0           | 0           | 0           | 0       | 0       | 0       | 2         | 0         | 0         | 2     | 0     | 0      |
| Sub-16 Portugal   | 2016-17           | —           | —           | —           | —       | —       | —       | 7         | 0         | 0         | 7     | 0     | 0      |
| Sub-16 Portugal   | Total sel.        | 0           | 0           | 0           | 0       | 0       | 0       | 7         | 0         | 0         | 7     | 0     | 0      |
| Sub-18 Portugal   | 2018-19           | —           | —           | —           | —       | —       | —       | 1         | 0         | 0         | 1     | 0     | 0      |
| Sub-18 Portugal   | Total sel.        | 0           | 0           | 0           | 0       | 0       | 0       | 1         | 0         | 0         | 1     | 0     | 0      |
| Sub-21 Portugal   | 2022-23           | 7           | 0           | 0           | —       | —       | —       | 2         | 0         | 0         | 9     | 0     | 0      |
| Sub-21 Portugal   | Total sel.        | 7           | 0           | 0           | 0       | 0       | 0       | 2         | 0         | 0         | 9     | 0     | 0      |
| Total selecciones | Total selecciones | 7           | 0           | 0           | 0       | 0       | 0       | 12        | 0         | 0         | 19    | 0     | 0      |
| 1.                |                   |             |             |             |         |         |         |           |           |           |       |       |        |